# 19-й окремий мотопіхотний батальйон (Україна)
19-й окремий мотопіхотний батальйон (19 ОМПБ, пп В2326) — військове формування у складі Збройних сил України, що існувало у 2014—2016 роках.
Батальйон був створений у 2014 році як 19-й батальйон територіальної оборони з мешканців Миколаївської області. Восени 2014 року був переформований на мотопіхотний батальйон.
Розформований у 2016 році, особовий склад був переведений до підрозділу охорони 40-ї окремої артилерійської бригади. [⇨]

## Історія

### Створення
5 травня Миколаївський обласний військовий комісаріат почав розглядати заяви охочих вступити до лав 19-го батальйону територіальної оборони. Зі слів військового комісара Олександра Іванова, за перші два дні записалися 60 добровольців. Серед них був і Юрій Сидоренко, який залишив престижну роботу в компанії «Нібулон» щоб стати батальйонним замполітом. Військове містечко для батальйону обладнали у Миколаєві в казармах 2-го Об'єднаного навчального центру спеціального зв'язку, в/ч А0831.
Після прийняття присяги солдати та офіцери 19-го батальйону одержали штатну, легку стрілецьку зброю: пістолети, автомати АКС-74У та ручні кулемети, з якою вони несли чергування на блокпостах. Перед відправленням на початку вересня в зону АТО батальйон мав одну БРДМ, яку передав народний депутат Ігор Бриченко від партії «Народний фронт», та кілька ЗУ-23. По прибуттю у зону ведення АТО в район Донецька, батальйону передали декілька відремонтованих БМП-1. Згодом, привезли РПГ-22 та протитанкові ракетні комплекси. У батальйоні власними силами був створений взвод матеріального забезпечення (МТЗ), який очолив капітан Сергій Мельничук. Бійці взводу МТЗ під час бою стають десантом на БМП. Через два тижня після прибуття в зону АТО весь особовий склад був екіпірований бронежилетами, до того, — їх мала лише третина бійців.
Військовослужбовці батальйону нарікають на неспроможність вищого армійського командування організувати процес навчання при передачі нового озброєння. Як заявив один із солдатів:
Протитанкові комплекси вояки освоювали при допомозі Вікіпедії. Проблемними була і є нестача тепловізорів й надійних засобів зв'язку.

### У зоні бойових дій
Після завершення вишколу особовий склад 19-го батальйону почав нести чергування на блокпостах навколо Миколаєва.[джерело?]
Далі, миколаївців відправили нести службу на блокпости у Одеську область на кордон з Придністров'ям.[джерело?]
Надалі батальйон був перекинутий на блокпости кримського напрямку до Херсонської області.[джерело?]

Згодом, після короткого перепочинку у Миколаєві, батальйон на початку вересня був направлений в Донецьку область, на передову лінію АТО, за кілька десятків кілометрів від Донецьку, де батальйон обладнав базовий польовий табір поміж селами Старогнатівка та Прохорівка. Там миколаївці опинилися на справжній війні, — посеред мінних полів, під майже щоденними обстрілами із мінометів, часто-густо під час короткого нічного сну у ямах-щілинах, де солдати та офіцери спали у черевиках та верхньому одязі, щоб своєчасно встигнути на вогневі позиції для відбиття атаки. За словами заступника командира батальйону підполковника Сергія Зеленіна, воякам прийшлося на перших порах важко не тільки фізично, а й психологічно:
 Необхідний на війні досвід дійсно з'явився, але він був здобутий дорогою ціною. Чотири бійці батальйону підірвалися на мінному полі, у батальйоні є також поранені, один — побував у полоні.
2 вересня 1-ша, 2-га, і 3-тя роти батальйону були з труднощами відправлені із Миколаєва в зону АТО. Кілька десятків жінок, — членів родин солдатів, заблокували дорогу перед казармами батальйону. Вони заявили, що не пустять своїх синів і чоловіків на війну, доти ті не будуть усі захищені касками та бронежилетами. Представники командування Миколаївського військового гарнізону роз'яснили, що каски є у всіх, а бронежилети — будуть видані по прибуттю у зону АТО. Довгі перемовини закінчилися тим, що спецпідрозділ міліції «Грифон» відігнав жінок од воріт військової частини. 12 вересня один із волонтерів повернувшись із зони АТО розповів громадськості Миколаєва, що весь особовий склад батальйону нарешті одержав бронежилети.
19 вересня до Миколаєва прибули близько 80 солдатів, майже уся стрілецька рота батальйону, які залишили свої позиції в зоні проведення АТО в Донецькій області без наказу. Старшина стрілецької роти Олександр Копейкін пояснив журналістам, що солдати вирішили повернутися до місця постійної дислокації у Миколаєві через критичну ситуацію, яка виникла після того, як їх нібито виставили лише з автоматами супроти «танків, бронетранспортерів та мінометів»:
В свою чергу, начальник штабу 19-го батальйону прокоментував з передової вчинок своїх підлеглих так:
Військовий комісар Миколаївської області Олександр Іванов підтвердив, що частина солдатів вирішили повернутися назад в зону АТО; по останнім, — військова прокуратура веде слідство.
13 жовтня 2014 року чотири військовослужбовці батальйону загинули на мінному полі. 15 жовтня у Миколаєві був оголошений День жалоби за загиблими. Миколаївці проводили в останній шлях Гліба Григораша, Григорія Береговенка, Дмитра Котишевського та Володимира Бабича.

### Переформатування
30 жовтня 2014 року переформований на 19-й мотопіхотний батальйон (польова пошта В2326), командиром призначений полковник С. В. Зеленін.[джерело?] Батальйон був включений до складу 1-ї танкової бригади.
8 листопада колона батальйону потрапила під мінометний обстріл; троє бійців одержали поранення; був пошкоджений БРДМ.
19 листопада рідні бійців 19-го батальйону зібралися під Міністерством оборони України з вимогою провести ротацію батальйону. На день раніше вони пікетували Адміністрацію президента. З Міноборони прислали листа у Миколаївську ОДА, в якому роз'яснили, що батальйон заплановано вивести на відпочинок у листопаді.
На початку грудня, 250 бійців батальйону після трьох місяців перебування у зоні проведення АТО по ротації прибули з-під Гранітного, Донецька область, у Миколаїв для відпочинку. Вояки-миколаївці по прибуттю в рідне місто заявили: «Із завданням впоралися, в очі дивитися не соромно». Незважаючи на втрати й труднощі, переважна більшість вояків батальйону в зоні АТО продемонструвала нескорений дух.
26 серпня 2015 року внаслідок обстрілу терористами з РСЗВ «Град» під селом Прохорівка Волноваського району — снаряд влучив у бліндаж, загинуло 4 бійців — Олег Середюк, Олександр Гуменюк, Валерій Головко, Олег Матлак.

### Розформування
Станом на травень 2016 року батальйон знаходився у складі 40-ї окремої артилерійської бригади оперативного командування «Південь».
30 вересня 2016 року батальйон наказом МОУ був розформований. Особовий склад перевели до підрозділу охорони 40-ї окремої артилерійської бригади.[джерело?]

## Шефська допомога
Органи влади та громадськість Миколаєва опікуються бійцями батальйону, яким постійно надходять в зону АТО гуманітарні вантажі. Існує проблема їх своєчасного розподілу поміж ротами та взводами, так як підрозділи батальйону розміщені в різних містах.

## Втрати
- Григораш Гліб Миколайович
- Береговенко Григорій Григорович
- Котишевський Дмитро Іванович
- Бабич Володимир Леонідович
- Середюк Олег Олександрович
- Гуменюк Олександр Павлович
- Головко Валерій Григорович
- Матлак Олег Сергійович

## Командування
- (до жовтня 2014) Сергій Цогоєв
- (з жовтня 2014) С. В. Зеленін.[джерело?]

### Відео
- Командир 19-го БТрО Сергій Цогоєв на YouTube
- Солдати 19-го БТрО про те, хто за що воює на YouTube
- Мінометний обстріл позицій 19-го БТрО на YouTube
- Матері та дружини 19-го БТрО на YouTube
- 250 бійців 19-го батальйону тероборони повернулися додому  на YouTube